# Luís Gonzaga da Silva Leme
Luís Gonzaga da Silva Leme (Bragança Paulista, 3 de agosto de 1852 — São Paulo, 13 de janeiro de 1919) foi um advogado, engenheiro civil, historiador e genealogista brasileiro. Tornou-se especialmente conhecido por ter organizado a obra Genealogia Paulistana, que narra a linhagem da elite de São Paulo.

## Panorama da Época

### Filiação
Silva Leme é filho do coronel da Guarda Nacional e fazendeiro Luís Manuel da Silva Leme e de Carolina Eufrásia de Morais. Durante a infância, ele morou na cidade de Bragança Paulista, no interior do estado de São Paulo. O pai dele, coronel Luís Manuel, começou a trabalhar muito cedo na lavoura de café, como forma de assegurar recursos para criar os filhos. Ele também participou da política, sendo chefe do Partido Conservador em Bragança e vereador da Câmara Municipal.

### Primeiros anos
Silva Leme sempre se destacou pela capacidade intelectual. Isso fez com que fosse muito bem-sucedido em todas as áreas que ele escolheu atuar no futuro.
A casa da família Silva Leme era, muitas vezes, local de encontros políticos que definiriam o futuro da cidade de Bragança. É por isso que os filhos, incluindo Luís Gonzaga da Silva Leme, cresceram em um ambiente de engajamento político.

## Vida Profissional

### Início dos Estudos Acadêmicos
Foi no Seminário de São Paulo que Silva Leme fez seus estudos preparatórios. Em 1872, matriculou-se na Faculdade de Direito do Largo de São Francisco, da Universidade de São Paulo, onde bacharelou-se em 31 de outubro de 1876. Mas resolveu mudar os planos e guinar a carreira para a área de exatas, desistindo da área jurídica.
Logo depois, seguiu para os Estados Unidos da América, onde começou o curso de engenharia civil no Instituto Politécnico de Rensselaer, na cidade de Troy, estado de Nova Iorque. Formou-se em junho de 1880.

### Experiências profissionais
Quando ainda era estudante do quarto ano de engenharia, trabalhou com uma equipe de engenheiros do governo estadunidense com o objetivo de melhorar o rio Missouri, na cidade de Omaha, estado de Nebraska. Como ajudante, integrou a turma encarregada da triangulação e sondagens para o levantamento da carta hidrográfica do rio.
Em 1880, ocupou o lugar de chefe de seção na construção da estrada de ferro de Jacksonville a Waycross, na Flórida. Retornou ao Brasil em 1881 e foi ajudante do engenheiro Antônio Francisco de Paula Sousa. Mais tarde, tornou-se chefe de seção, na construção da estrada de ferro que ia de Rio Claro a São Carlos. Quando concluída, no ano de 1883, esta mesma estrada de ferro foi prolongada até a cidade de Araraquara.
Silva Leme foi nominado engenheiro-chefe para acabar a construção da estrada de ferro bragantina, inaugurada em 6 de agosto de 1884. Nomeado inspetor geral desta estrada, permaneceu neste posto até 1898, ano que começou a dedicar-se as pesquisas da sua obra genealógica. Depois de começar as pesquisas, abandonaria a profissão de engenheiro.
Ele também construiu a capela de Pirapora, dirigiu a construção do Colégio de São Norberto e inaugurou o abastecimento de água. (PESQUISAR FONTES)

## Vida Pessoal
Casou com Maria Fausta da Silva Macedo em São Paulo, em 1883, na capela do seminário episcopal. Ela era filha do capitão do exército Francisco de Assis de Araújo Macedo e de Maria Antônia da Silva Macedo. O casal morou em São Paulo e teve nove filhos, sendo eles Maria Ester, Maria Nazaré, Maria Adelaide, José Antônio, Raul, Maria de Lourdes, José Hildebrando, José Sizenando e Maria Bernadete.

## Obra
Silva Leme é considerado um importante autor sobre genealogia no Brasil. Intitulada Genealogia Paulistana, a obra aborda a história e linhagens das famílias paulistas tradicionais e ficou muito conhecida. Ela foi publicada em oito volumes de 550 páginas cada um. As publicações começaram a partir do ano de 1901 e foram até o ano de 1905. O nono volume é o índice, que inclui os desenhos de árvores genealógicas. Ele também dividiu a obra com 56 títulos e com uma introdução de 7 capítulos.
A obra foi impressa pela casa "Duprat & Comp", na Rua Direita, em São Paulo. Para escrevê-la, o autor passou 12 anos da sua vida pesquisando arquivos em bibliotecas públicas, coleções particulares e sebos no estado de São Paulo e também em outros estados, inventários, testamentos e registros paroquiais. Como estava focado nesta obra, abandonou as outras atividades profissionais.
Na época em que publicou os seus trabalhos, as genealogias eram usadas como forma de reconstruir o passado de famílias brasileiras e desvendavam quais familiares tinham realizado feitos nobres ou heroicos, ou então, analisavam o passado como forma de justificar as ações do presente. Para construir as genealogias, era comum buscar informações nos registros paroquiais, que também eram feitos para registrar atos e rituais da comunidade cristã. Até hoje, eles são usados para investigar o passado das populações.
Silva Leme levou em conta aspectos do contexto histórico, como o bandeirantismo, a exploração de populações indígenas, a mistura de culturas, como a alemã e a italiana, a economia cafeeira. Ele fez questão de enumerar cada membro da família, registrando características genealógicas essenciais, como a data e o lugar de nascimento, de casamento e de falecimento, assim como trabalhos e atividades que a pessoa fez.
A partir da Genealogia Paulistana é possível acompanhar as mudanças migratórias das famílias. Com isso, acompanha-se o povoamento e a ocupação de parte do território brasileiro. A região analisada correspondia ao atual estado de São Paulo, incluindo o litoral, o planalto do Estado do Paraná e o litoral de Santa Catarina, e foi uma área que começou a ser povoada a partir do ano de 1532. Tinha 21 vilas e alguns distritos até a primeira metade do século XVIII.
A obra de Silva Leme é uma atualização e ampliação do predecessor Pedro Taques de Almeida Pais Leme, chamada Nobiliarquia Paulistana, escrita no século XVIII. Pedro Taques, curiosamente, era parente de Silva Leme.

### Críticas
Muitos criticam a obra como um estudo das elites por levar em conta apenas 52 famílias, tidas como fundadoras. Outros acreditam que ela aborda questões históricas, sociais, de espaço e relações de poder.
Como parecer sobre a sua obra, em 1903, Silva Leme escreveu: "Não foi ela inspirada na vaidade de ostentar os brasões de armas que provam a nobreza de nossos antepassados, e sim na necessidade que temos de guardar as tradições de família e satisfazer a curiosidade justificada, que nos leva a perguntar de onde viemos, a que nacionalidades embora remotamente nos filiamos pelos laços de sangue, e quais os feitos que enobreceram aos nossos antepassados, gravando seus nomes na história de nossa pátria".

## Falecimento e homenagens
Faleceu no dia 13 de janeiro de 1919. A morte aconteceu no mesmo estado em que ele nasceu, no estado de São Paulo. Silva Leme era membro da Sociedade de Engenheiros de Rensselaer e do Instituto Histórico e Geográfico de São Paulo. Também foi sócio correspondente do Centro de Ciências e Artes de Campinas, em São Paulo. Foi agraciado pela Santa Sé com o grau de cavaleiro da Ordem de São Gregório Magno, e, em 1900, foi condecorado com a cruz "pro ecclesia et pontifice".
Em 1957, foi inaugurada uma praça, antigo Parque das Pedras, em Bragança Paulista com o nome de "Dr. Luís Gonzaga da Silva Leme". No mesmo local, encontra-se o busto de bronze de Silva Leme. A ideia de se fazer a estátua foi do Instituto Genealógico Brasileiro, mas a família de Silva Leme, representada pelo filho do genealogista Macedo Leme, resolveu custear a homenagem, oferecendo-a ao Instituto.

## Legado
O Instituto Genealógico Brasileiro faz ampla pesquisa de 18 anos para atualizar e continuar a obra de Silva Leme. Reuniram um grupo de estudiosos e entusiastas do trabalho de Silva Leme e começaram uma pesquisa para corrigir erros e publicar o dobro de volumes que o autor da Genealogia Paulistana havia publicado. Para que houvesse verbas para as publicações foi criada uma Fundação Genealógica Brasileira. O objetivo era que 30 volumes fossem publicados, abrangendo a história de todas as famílias brasileiras.